# De-Phazz

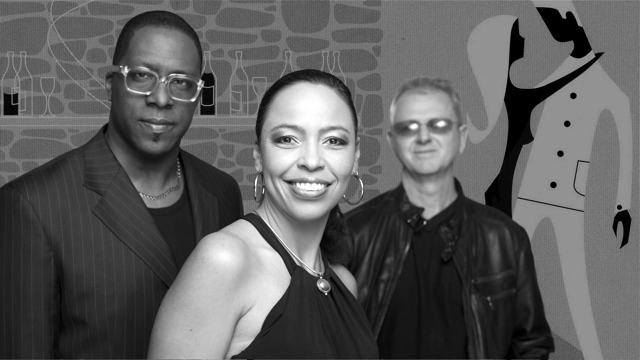

De-Phazz (також De Phazz; МФА: [ˈdiːfæz]) — німецький музичний гурт з Гайдельбергу, заснований у 1997-му році.

## Історія
Ідея створення та реалізації гурту цілком і повністю належить Пітові Баумґартнеру — композитору та сценаристу, що до появи De-Phazz працював у виробництві реклами та розробці різних арт-проектів. На початку 90-х Баумґартнер створив свою власну студію. У 1994-му Піт познайомився зі співачкою Барбарою Лар, колишньою вокалісткою маловідомої групи «Janet The Planet», і був підкорений її глибоким і різноплановим голосом. На рік пізніше Баумґартнер залучив до роботи американця Карла Фрієрсона, чий альбом тоді продюсував. У 1997-му вийшов їх дебютний альбом «Detunized Gravity».
Назву свого гурту учасники De-Phazz розшифровують як DEstination f(PH)uture of jAZZ — «майбуття джазу»

## Дискографія

### Студійні альбоми
- 1997: Detunized Gravity
- 1999: Godsdog
- 2001: Death by Chocolate
- 2002: Daily Lama
- 2005: Natural Fake
- 2007: Days of Twang
- 2009: Big
- 2010: La La 2.0
- 2012: Audio Elastique
- 2013: Naive

### Збірки, ремікси, бокс-сети
- 2002: Plastic Love Memory
- 2002: Rare Tracks & Remixes
- 2002: Best Of — Beyond Lounge
- 2008: The Supper Club

### Максі
- 1997: Good Boy
- 1998: No Jive
- 1998: Hero Dead and Gone
- 1999: Jazz Music
- 2000: The Mambo Craze
- 2001: Something Special

### DVD
- 2005: De Phazz — Onstage/Backstage: A Retrospective